# Shunya Ando
Shunya Ando (安藤 駿冶 Ando Shunya?), född 25 oktober 1991 i Aichi prefektur, är en japansk fotbollsspelare.
Ando började sin karriär 2014 i Fujieda MYFC. 2014 flyttade han till Maruyasu Okazaki. Han avslutade karriären 2019.